# Galleria del Corso
La Galleria del Corso est une grande galerie marchande dans le centre de Milan en Italie, l'une des cinq construites dans la ville dans la période de l'entre-deux-guerres (1919-1939), avec la Galleria del Toro (it), la Galleria Mazzini, la Galleria Meravigli (it) et la Galleria Gonzaga.

## Histoire
La première idée de construire une galerie pour relier le Corso Vittorio Emanuele II à la Piazza Cesare Beccaria remonte à avant la Première Guerre mondiale : l'objectif initial est de créer  — comme pour d'autres galeries conçues à l'époque — une liaison couverte entre la rue et la place, avec un octogone central et une branche courbe en direction de la Via Cesare Beccaria. Cependant, le projet général conçu entre 1915 et 1918 par Mario Beretta est profondément modifié pendant la construction. La construction a commencé plusieurs années plus tard, en 1923, et s’achève étape par étape, sous la direction de différents architectes. Beretta lui-même construit, en 1923, uniquement le Cinema Corso (avec 2000 places entre les sièges et la galerie), inauguré le 3 décembre 1926 à la place du cinéma provisoire (déjà construit dans les murs d'enceinte de la galerie) et le bâtiment de plus de huit étages.
Le côté ouest est construit par Ugo Patetta et Livio Cossutti à partir de 1928 sur des plans qui contiennent des modifications au projet original. En modifiant la façade sur la rue et l'espace de récupération du Salone Concerto Varietà San Martino, les deux architectes ont ajouté le Théâtre Excelsior. En 1931, l'Excelsior devient le Cinema Teatro, une structure futuriste avec une scène à plancher mobile (la première en Italie) qui permet de modifier les espaces.
Cette modification est la première d'une série qui transforme la structure de la conception originale. La construction de la partie sur la Via Cesare Beccaria est réalisée par l'architecte hongrois d'origine italienne Eugenio Faludi, qui est également le concepteur de certains pavillons de la Foire de Milan (SNIA Viscosa et Italviscosa), tandis que Pier Giulio Magistretti a été responsable de la construction des façades face à la Piazza Cesare Beccaria, sur laquelle se trouve le cinéma San Carlo, conçu par Mario Ridolfi et rebaptisé plus tard le cinéma Ambasciatori.
En 2011, la galerie est partiellement restaurée et rénovée avec l'ouverture d'un hôtel et un centre commercial à l'intérieur.

## Activités à la galerie
Bien qu'elle ait été initialement critiquée pour son apparence, considérée comme trapue et maladroite, la Galerie a rapidement acquis une notoriété comme lieu populaire, célèbre autant pour les promenades en après-midi qu'en journée, ainsi que pour la restauration et les animations en soirée[réf. souhaitée].

### Cinémas
Depuis quelques années, le quartier della Galleria a accueilli de nombreux bars, restaurants, boutiques et plusieurs cinémas. Certains ont été inaugurés longtemps après l'ouverture de la galerie grâce à la possibilité, accordée par la commission provinciale de la préfecture de Milan en 1945, d'ouvrir également des salles sous terre :
- Corso, au numéro 22 (fermé le 28 janvier 2001) [1]
- Excelsior (fermé en 2007) [8],[4]
- San Carlo - Ambasciatori (de 1936 au 29 juillet 2001) [9]
- Ariston, au numéro 1 (de 1947 à fin 2000) [10]
- Mignon (de 1947 à 2007) [11]
- Nuovo Mediolanum, conçu par Lodovico Barbiano di Belgiojoso (it) dans le cadre d'un réaménagement général de la zone par le célèbre cabinet d'architecture BBPR (d'octobre 1971 à 2005)[12]
- Pasquirolo, au numéro 28 Corso Vittorio Emanuele II (de 1975 à 2006)[13], côté de la Galleria

### L'industrie de la musique
Avec la présence quasi constante des bureaux de divers éditeurs de disques, en particulier « Sugar Music », la galerie est devenue uun lieu important pour les musiciens établis ou à la recherche de travail dans l'industrie de la musique. Les numéros 2 et 4 sont connus pour avoir accueilli les bureaux juridiques et administratifs de maisons d'édition de musique italiennes de l'après-guerre aux années 1990, à la fois des éditeurs de musique ou des entreprises qui gèrent les droits légaux des paroles et de la musique pour les pièces musicales, et les maisons de disques, qui produisent plutôt de la nouvelle musique. 
Au numéro 4, parmi les différentes éditions musicales figurent les Tiber Music Editions, le Tevere, le Spanka italien, la Song Music House (Sonzogno Publishing Group), les Francis-Day Musical Editions, Anzi Editore, les Leon Music Editions, l'Edizioni Luisiana, l'Edizioni Leonardi, l'Ivana srl, la Messaggerie Musicali, Settebello, les Top Records, l'Edizioni Suvini Zerboni, la Mascheroni SA, l'Edizioni Alfa, l'Edizioni Italian Yank, le Pont, le Melodi, la Musique Union, Modulo Uno, Edizioni Curci (qui au fil des ans a créé et distribué les éditions Accordo, Asso et Cervino) et la Galleria del Corso homonyme. Parmi les différentes maisons de disques, Sugar Music se démarque en particulier, qui a quitté la Galleria del Corso en 1974 pour s'installer dans les nouvelles installations de la maison de disques CGD (it).
Au numéro 2, il y avait, entre autres, le Kramer, l'Edizioni Musicali Riunite et le Ariston Publishing Group. À la suite des profondes transformations du marché de la musique, à ce jour, très peu de ces entreprises historiques sont restées opérationnelles et de nombreux bureaux ont été remplacés par d'autres entreprises.

### Réaménagement
Le développement progressif des activités commerciales dans la Galleria témoigne des changements de société et des habitudes de consommation qui ont eu lieu en Italie pendant une partie du XXe siècle. Tous les cinémas ont fermé, les uns après les autres, une tendance commune à toute la ville de Milan, ainsi que divers magasins de vêtements et restaurants. Cela s'est poursuivi jusqu'aux années 2000, provoquant une désertification générale de la région.
Les responsables de la Galleria ont lancé un plan de transformation profonde des espaces intérieurs avec une série de rénovations qui ont débuté en 2011.

## Galerie d'images

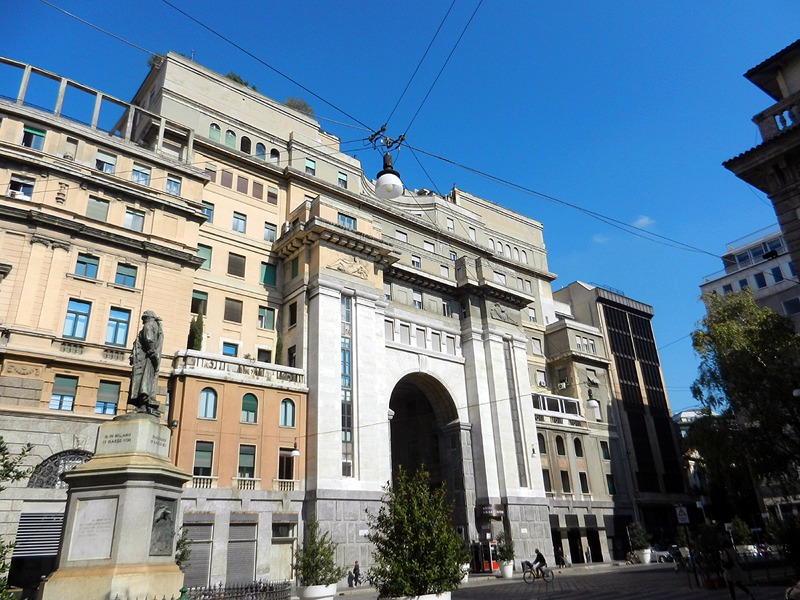
Entrée sur la Piazza Beccaria.
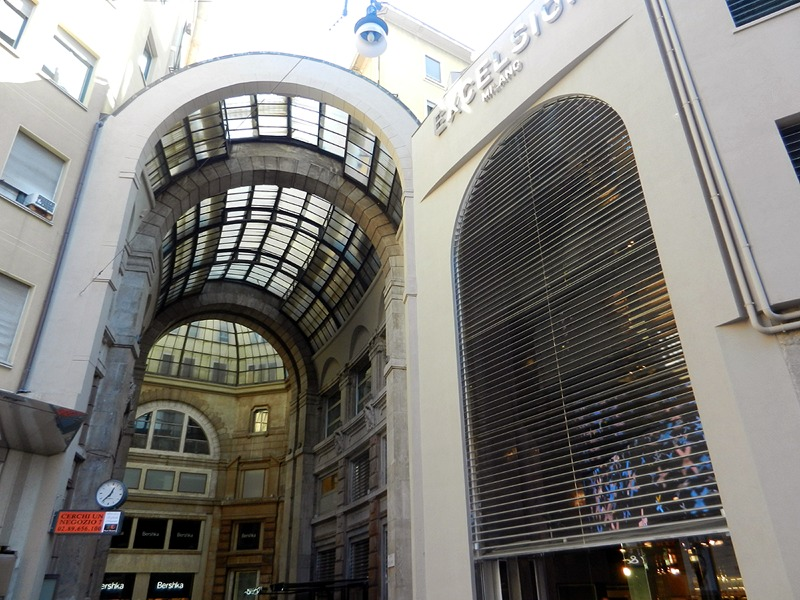
Entrée sur la Via della Passarella.
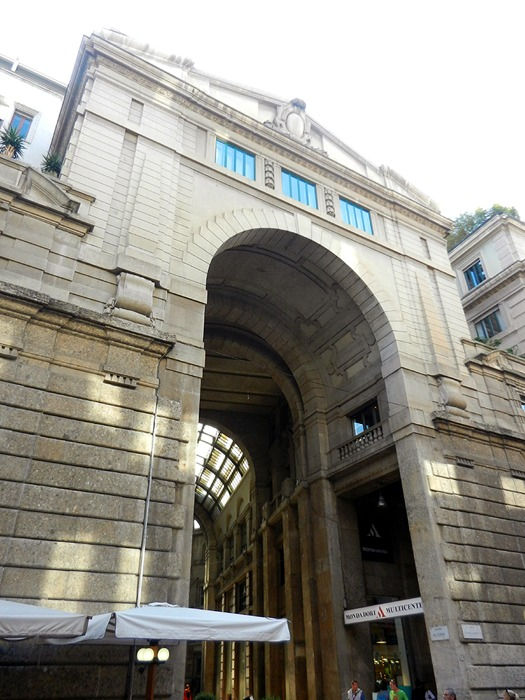
Entrée sur le Corso Vittorio Emanuele II.
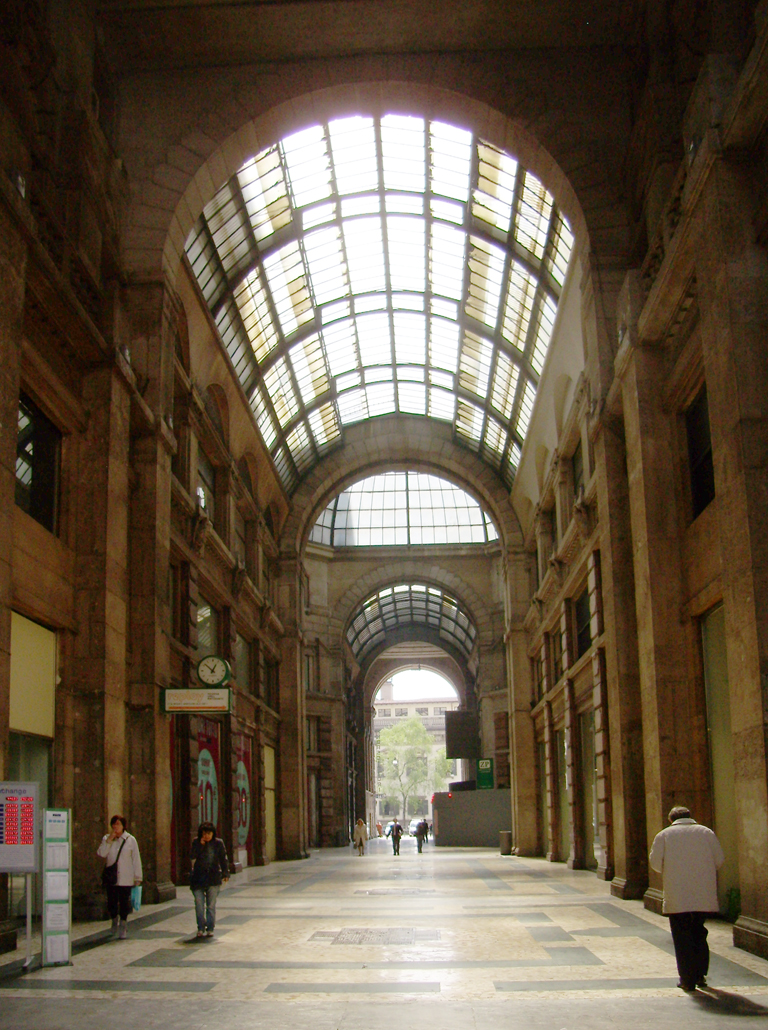
Intérieur.
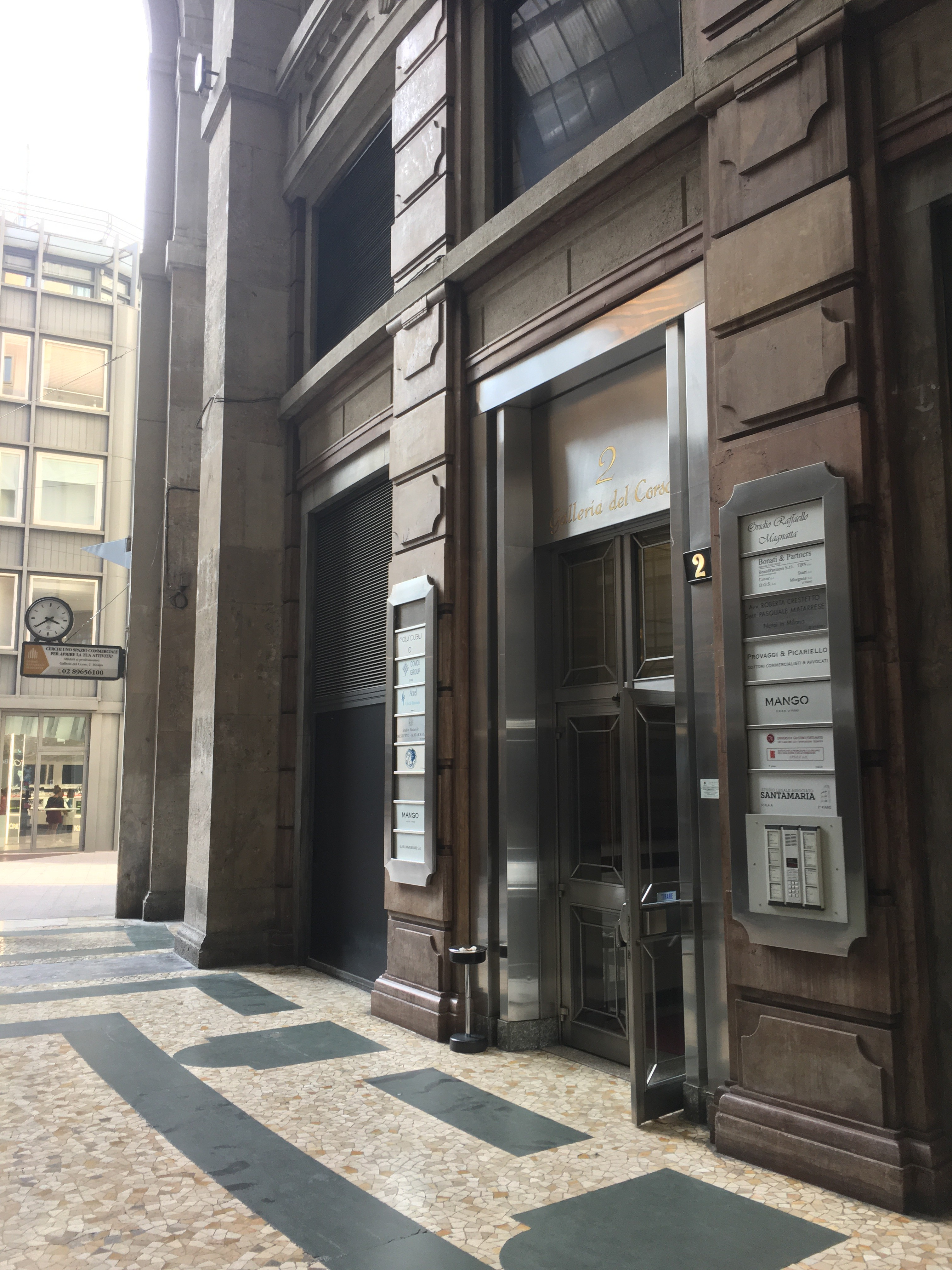
Entrée du numéro 2 (ancienne maison d'un éditeur de musique).
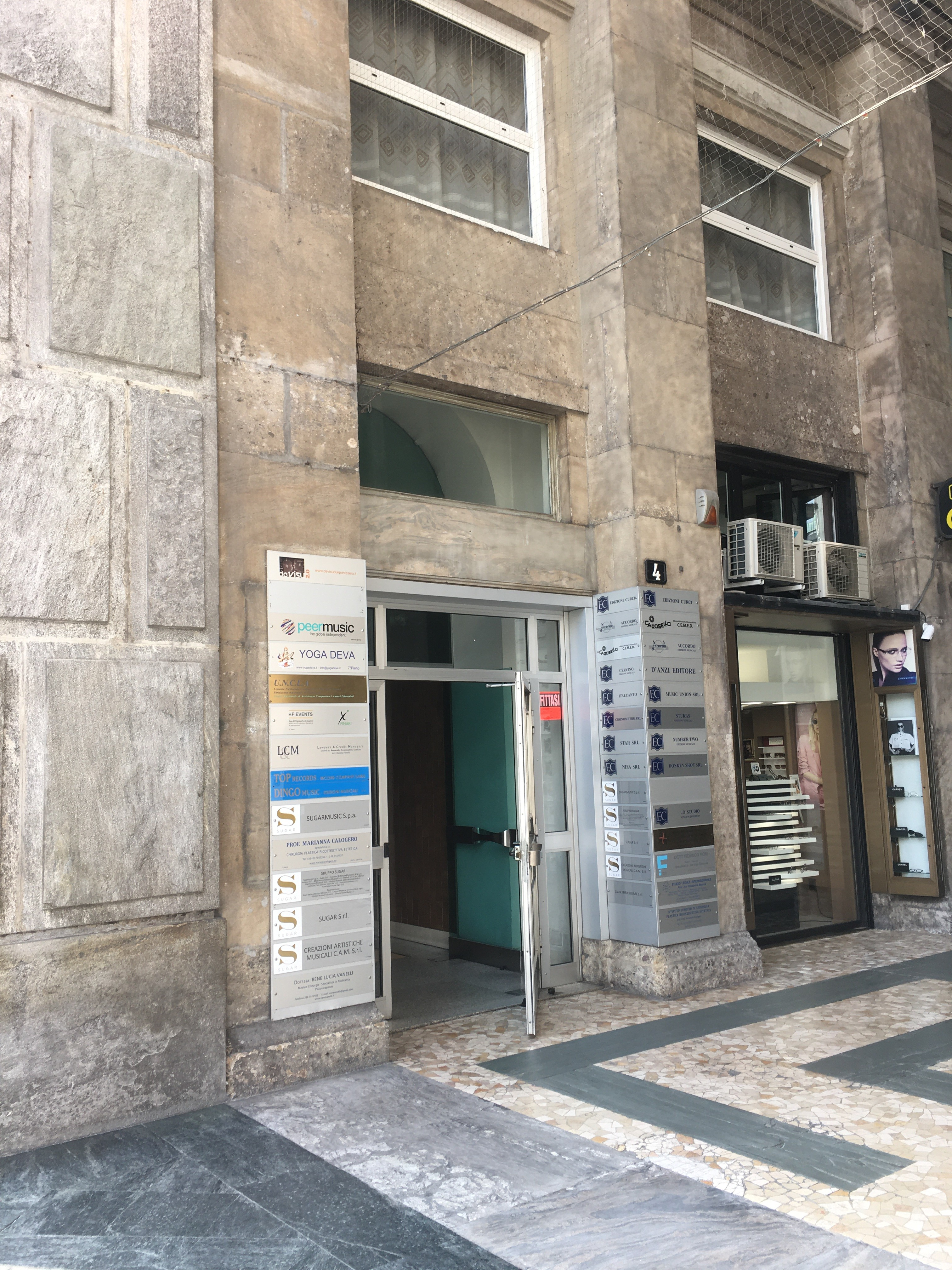
Entrée du numéro 4 (ancienne maison d'un éditeur de musique).